# Bugatti Circuit

A pálya hosszabb verziója (feketével), és a rövidebb (szürkével), amelyen a Formula–1-es verseny is volt

A Bugatti Circuit egy versenypálya Le Mans-ban. A pályának két verziója van. A 13 km hosszú verzión (Sarthe) tartják a híres Le Mans-i 24 órás versenyt. A rövidebb, 4422 m hosszú verzión 1967-ben a Formula–1 francia nagydíját rendezhette meg a pálya.

## Formula–1
1967-ben a francia nagydíjat rendezhette a pálya. Az időmérőt Graham Hill nyerte Jack Brabham és Dan Gurney előtt. A versenyen Hill kiesett. Végül Brabham nyert Denny Hulme és Jackie Stewart előtt. Jo Siffert negyedik, Chris Irwin ötödik, Pedro Rodríguez pedig hatodik lett.